# Piotr Worobjow
Piotr Iljicz Worobjow, ros. Пётр Ильич Воробьёв (ur. 28 stycznia 1949 w Moskwie) – radziecki i rosyjski hokeista, trener hokejowy.
Jego synowie Ilja (ur. 1975) i Aleksiej (ur. 1987) także zostali hokeistami oraz trenerami.

## Kariera zawodnicza
- Dynamo Kijów (1967-1968)
- Dinamo Ryga (1968-1979)
- Latvijas Berzs (1979-1980)

W epoce ZSRR przez lata grał w Łotewskiej SRR.

## Kariera trenerska
- Latvijas Berzs (1981-1982), główny trener
- Dinamo Ryga (1982-1989), asystent trenera
- Dinamo Moskwa (1990-1993), asystent trenera
- Reprezentacja WNP do lat 20 (1991/1992), główny trener
- Reprezentacja Rosji (1992/1993, 1998), asystent w sztabie
- Frankfurter ESC (1993-1994), główny trener
- Frankfurt Lions (1994-1996), główny trener
- Reprezentacja Rosja do lat 20 (1996-1998, 1999-2001), główny trener
- Torpedo Jarosław (1996-2001), główny trener
- Łokomotiw Jarosław (2000-2001), główny trener
- Łada Togliatti (2001-2006), główny trener
- Reprezentacja Łotwy (2006), główny trener
- Chimik Mytiszczi (2006-2007), główny trener
- Torpedo Niżny Nowogród (2007-2008), główny trener
- Łada Togliatti (2008-2010), główny trener
- Łokomotiw Jarosław (2010), główny trener
- Łoko Jarosław (2010-2011), główny trener
- Łokomotiw Jarosław (2011-2012, 2013-2014), główny trener
- SKA-1946 Sankt Petersburg (2015-2016), główny trener
- SKA-Niewa (2016-2017), główny trener
- SKA Sankt Petersburg (2017-2020), nadzorca hokeja młodzieżowego

W Rydze pracował też w pierwszej dekadzie swojej kariery szkoleniowej. W trakcie sezonu 1989/1990 przeszedł do Dinama Moskwa. W 1993 wyjechał do Niemiec zostając trenerem klubu z Frankfurtu w 2. Bundeslidze, a od 1994 przez dwa lata w rozgrywkach DEL (zawodnikiem był tam wtedy jego syn Ilja). Po powrocie do Rosji od 1996 przez pięć sezonów prowadził drużynę z Jarosława (Torped, potem przemianowano na Łokomotiw). Równolegle pracował w narodowym w związku. Najpierw był głównym trenerem WNP w turnieju mistrzostw świata juniorów do lat 20 edycji 1992, następnie był asystentem w sztabie seniorskiej reprezentacji Rosji w turnieju mistrzostw świata edycji 1993, potem głównym trenerem kadry Rosji do lat 20 w turniejach MŚ edycji 1997, 1998, 2000, 2001. Był też sztabie szkoleniowym Rosji na turnieju zimowych igrzysk olimpijskich w 1998.
Po odejściu z Jarosława od 2001 pracował w Ładzie Togliatti, w Mytiszczi (grał tam jego syn Ilja) i w innych drużynach w superlidze rosyjskiej. W tym okresie prowadził reprezentację Łotwy na turnieju MŚ edycji 2006. W 2008 wrócił do Łady w utworzonych wtedy rozgrywkach KHL. W lutym 2010 ponownie został zatrudniony w Łokomotiwie. Od grudnia 2010 pracował jako szkoleniowiec w juniorskiej drużynie Łoko Jarosław w rozgrywkach MHL (jego asystentem był tam jego syn Ilja). Dzień po katastrofie lotniczej z 7 września 2011 (zginęła wtedy cała drużyna Łokomotiwu), w grudniu tego roku został szkoleniowcem nowo utworzonej drużyny klubu i przeniesionej tymczasowo do rozgrywek WHL (do sztabu wszedł jego syn Ilja). Na początku sezonu KHL (2013/2014) we wrześniu 2013 został ponownie mianowany trenerem Łokomotiwu, a ustąpił ze stanowiska na początku lutego 2014 z uwagi na stan zdrowia. W listopadzie 2015 został trenerem juniorskiej drużyny w MHL. Pod koniec kwietnia 2016 został ogłoszony szkoleniowcem zespołu SKA-Niewa w WHL. Od 2017 przez trzy sezony był nadzorcaą hokeja młodzieżowego w SKA Sankt Petersburg z KHL.

## Sukcesy
Zawodnicze klubowe
- Złoty medal wyższej ligi: 1973 z Dinamem Ryga

Szkoleniowe klubowe
- Puchar Tatrzański: 1983 z Dinamem Ryga
- Srebrny medal mistrzostw ZSRR: 1988 z Dinamem Ryga
- Złoty medal mistrzostw ZSRR: 1990, 1991, 1992 z Dinamem Moskwa
- Złoty medal mistrzostw Rosji: 1993 z Dinamem Moskwa, 1997 z Łokomotiwem Jarosław
- Puchar MHL: 1993 z Dinamem Moskwa
- Brązowy medal mistrzostw Rosji: 1998, 1999 z Torpedo Jarosław, 2003, 2004 z Ładą Togliatti
- Srebrny medal mistrzostw Rosji: 2005 z Ładą Togliatti
- Puchar Kontynentalny: 2006 z Ładą Togliatti

Szkoleniowe reprezentacyjne
- Złoty medal mistrzostw świata juniorów do lat 20: 1992 z WNP
- Brązowy medal mistrzostw świata juniorów do lat 20: 1997 z Rosją
- Złoty medal mistrzostw świata: 1993 z Rosją
- Srebrny medal zimowych igrzysk olimpijskich: 1998 z Rosją
- Srebrny medal mistrzostw świata juniorów do lat 20: 1998, 2000 z Rosją

Odznaczenia
- Order Przyjaźni (1996)
- Medal „za Pracę Na Rzecz Ziemi Jarosławskiej” II stopnia (2015)

Wyróżnienia
- Mistrz Sportu ZSRR
- Zasłużony Trener Łotewskiej SRR
- Zasłużony Trener Rosji
- KHL (2013/2014): Nagroda „Wiara w Młodzież” im. „Anatolija Tarasowa” (dla trenerów dających szansę gry obiecującym zawodnikom młodego pokolenia)